# Caritasschwestern
Caritasschwestern ist eine Bezeichnung für Kranken- oder Ordensschwestern, die in der Krankenpflege oder anderweitig im karitativen oder sozialen Bereich tätig sind.

## In der Schweiz
Die Caritasschwestern sind Katholische Ordensschwestern, die in der Karitas tätig sind. Von ihnen gibt es zwei selbstständige Kongregationen:
- Mutterhaus St. Gallen: Diese im Jahre 1906 aus dem regulierten dritten Orden des heiligen Dominikus hervorgegangene Kongregation ist in der Kinder- und Jugendarbeit tätig.

- Mutterhaus Zürich: Die im Jahre 1922 von mehreren jungen Frauen begründete Kongregation arbeitet im Großstadtapostolat.

## In Frankreich
Als Caritasschwestern von Nevers (Sœurs de la Charité de Nevers) wird die Ordensgemeinschaft bezeichnet, in die Bernadette Soubirous 1866 im Alter von 22 Jahren eingetreten ist. Sie besteht seit 1680.

## In Deutschland
Caritasschwestern waren in Deutschland freie, nicht ordensgebundene katholische Krankenschwestern, die sich 1937 zur Reichsgemeinschaft freier Caritasschwestern zusammenschlossen. Ihre erste Leiterin war Adelheid Testa (* 1904 in Konstantinopel; † Februar 1945 bei einem Bombenangriff auf Freiburg im Breisgau). Diese Gemeinschaft ist mittlerweile in die Caritas-Gemeinschaft für Pflege- und Sozialberufe e. V. übergegangen, der auch Männer in pflegenden und Sozialberufen angehören.